# Shogun (альбом)
Shogun (将軍 Сёгун) — четвёртый студийный альбом группы Trivium, вышедший в 2008 году.
Над дизайном альбома трудился Paul Romano, который оформлял два прошлых студийных альбома Ascendancy и The Crusade.
Композиция «Into the Mouth of Hell We March», была включена в Саундтрек видео игры — Madden NFL 09.

## Работа над альбомом
В октябре 2007 года группа с продюсером Ником Рискулинешем приступила к работе над четвёртым альбомом на студии Sound Kitchen (в штате Теннесси), где в основном записывались исполнители кантри. Первоначально было подготовлено 27 композиций, которые группа оттачивала в течение нескольких месяцев.
В мае 2008 года, отвечая на вопросы корреспондента журнала Kerrang!, Хифи пообещал, что в альбоме будет больше трэша и скриминга. Кроме того, он (иронически) заметил, что фэны «впервые получат возможность признать, Trivium — наследники Queen». Дело в том, что продюсер заставлял вокалиста записывать по 30-40 партий для каждого трека и создал из них фрагменты с многоголосицей.

Вернулся скриминг и с ним брутальность: таких утробных звуков прежде мне издавать не приходилось. Кое-какие ноты я отметил для себя как личные рекорды. Что мне нравится в этом альбоме, так это гротескность: здесь фэн услышит каждый фирменный элемент саунда словно бы преувеличенным. Раньше мы не претендовали на место в иерархии самых тяжелых групп мира, но этот альбом, думаю, изменит о нас всеобщее представление. При этом с мощными, убойными фрагментами граничат области кристальной чистоты звука и чувства, каких прежде тоже у нас не было.— Мэтт Хифи, в интервью журналу Kerrang!

## Тексты и музыка
Причина, по которой мы выбрали название альбома(сёгун), в следующем: когда люди (знающие определение) слышат слово Сёгун, оно срабатывает как искра, зажигая в голове яркие образы рассказываемых историй. Сёгун - это военный генерал самого высокого ранга в японские времена. Мы решили, что это самое подходящее название для альбома.
Matt Heafy
сайту About.com

## Список композиций
| №                   | Название                            | Длительность |
| ------------------- | ----------------------------------- | ------------ |
| 1.                  | «Kirisute Gomen»                    | 6:28         |
| 2.                  | «Torn Between Scylla and Charybdis» | 6:49         |
| 3.                  | «Down from the Sky»                 | 5:35         |
| 4.                  | «Into the Mouth of Hell We March»   | 5:52         |
| 5.                  | «Throes of Perdition»               | 5:54         |
| 6.                  | «Insurrection»                      | 4:57         |
| 7.                  | «The Calamity»                      | 4:58         |
| 8.                  | «He Who Spawned the Furies»         | 4:08         |
| 9.                  | «Of Prometheus and the Crucifix»    | 4:40         |
| 10.                 | «Like Callisto to a Star in Heaven» | 5:25         |
| 11.                 | «Shogun»                            | 11:55        |
| Общая длительность: | Общая длительность:                 | 66:41        |

| №                   | Название                            | Длительность |
| ------------------- | ----------------------------------- | ------------ |
| 1.                  | «Kirisute Gomen»                    | 6:28         |
| 2.                  | «Torn Between Scylla and Charybdis» | 6:49         |
| 3.                  | «Down from the Sky»                 | 5:35         |
| 4.                  | «Into the Mouth of Hell We March»   | 5:52         |
| 5.                  | «Throes of Perdition»               | 5:54         |
| 6.                  | «Insurrection»                      | 4:57         |
| 7.                  | «The Calamity»                      | 4:58         |
| 8.                  | «He Who Spawned the Furies»         | 4:08         |
| 9.                  | «Of Prometheus and the Crucifix»    | 4:40         |
| 10.                 | «Like Callisto to a Star in Heaven» | 5:25         |
| 11.                 | «Shogun»                            | 11:19        |
| 12.                 | «Poison, the Knife or the Noose»    | 4:14         |
| 13.                 | «Upon the Shores»                   | 5:21         |
| 14.                 | «Iron Maiden»                       | 3:44         |
| Общая длительность: | Общая длительность:                 | 79:18        |

## Участники записи
- Мэтт Хифи — чистый и экстрим-вокал, ритм и соло-гитара
- Кори Больё — ритм и соло-гитара, экстрим-вокал
- Паоло Греголетто — бас-гитара, бас-соло в трэке 2, чистый бэк-вокал
- Трэвис Смит — ударные

## Чарты
| Чарт (2008)                         | Позиция |
| ----------------------------------- | ------- |
| Австралия (ARIA)                    | 4       |
| Австрия (Ö3 Austria)                | 30      |
| Бельгия/Фландрия (Ultratop)         | 72      |
| Канада (Canadian Albums Chart)      | 19      |
| Нидерланды (Album Top 100)          | 48      |
| Финляндия (Suomen virallinen lista) | 17      |
| Франция (SNEP)                      | 75      |
| Германия (Offizielle Top 100)       | 27      |
| Greek Albums Chart                  | 39      |
| Hungarian Albums Chart              | 26      |
| Ирландия (IRMA)                     | 30      |
| Италия (Classifica album)           | 55      |
| Japanese Oricon Albums Chart        | 17      |
| Новая Зеландия (RMNZ)               | 28      |
| Норвегия (VG-lista)                 | 34      |
| Швейцария (Schweizer Hitparade)     | 42      |
| Великобритания (UK Albums Chart)    | 17      |
| США (Billboard 200)                 | 23      |